# Città Antica

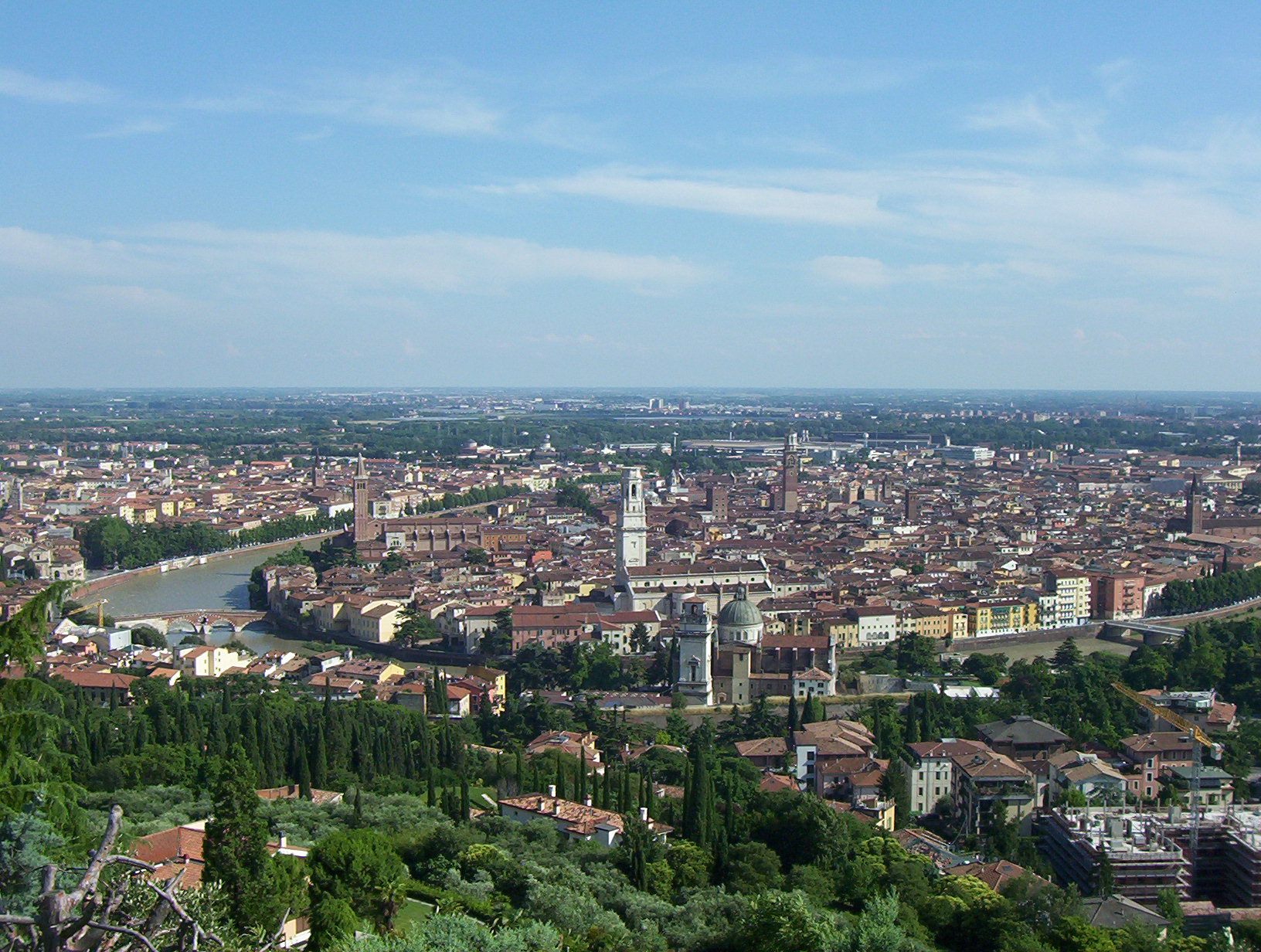
Città Antica visto dal forte San Leonardo

Città Antica è un quartiere di Verona, facente parte della I circoscrizione. Il quartiere è abitato da 8.981 persone. Corrisponde grossomodo alla Verona di epoca romana e medievale compresa tra l'ansa del fiume Adige e le mura comunali.